# The Foundation (Geto Boys)
The Foundation è il settimo e ultimo album del gruppo hip hop statunitense Geto Boys, pubblicato nel 2005. Bushwick Will si riunifica a Willie D e a Scarface, riformando lo storico gruppo di Houston.
| Recensione | Giudizio |
| ---------- | -------- |
| AllMusic   | [ 1 ]    |

## Tracce
1. Intro – 1:00
2. Declaration of War – 3:48
3. Yes, Yes, Y'all – 3:41
4. We Boogie – 4:20
5. When It Get's Gangsta (feat. Z-Ro) – 4:48 (musica: Cory Mo)
6. I Tried – 4:05
7. 1, 2, The 3 – 3:51
8. G Code – 4:12
9. What? – 4:02
10. Leanin On You – 4:12 (musica: Mr. Mixxx)
11. Nothin' 2 Show – 5:00
12. Real Nigga Shit – 3:58
13. The Secret – 4:19
14. Dirty Bitch – 4:20
15. Outro – 1:02

## Classifiche

### Classifiche settimanali
| Classifica (2005)         | Posizione massima |
| ------------------------- | ----------------- |
| Stati Uniti               | 19                |
| US Top R&B/Hip-Hop Albums | 3                 |